# Lunca, Mureș
Lunca, mai demult Uifalău, Vaidei (în dialectul săsesc Trâstn, Traasn, în germană Traßten, Trassten, Neustadt, în maghiară Tekeújfalu) este satul de reședință al comunei cu același nume din județul Mureș, Transilvania, România.

## Istoric
Satul Lunca este atestat documentar în anul 1319.

## Localizare
Localitatea este situată pe râul Baia, afluent al râului Fleț, pe drumul județean Reghin - Lunca - Bistrița.

## Vezi și
- Biserica de lemn din Lunca

## Imagini

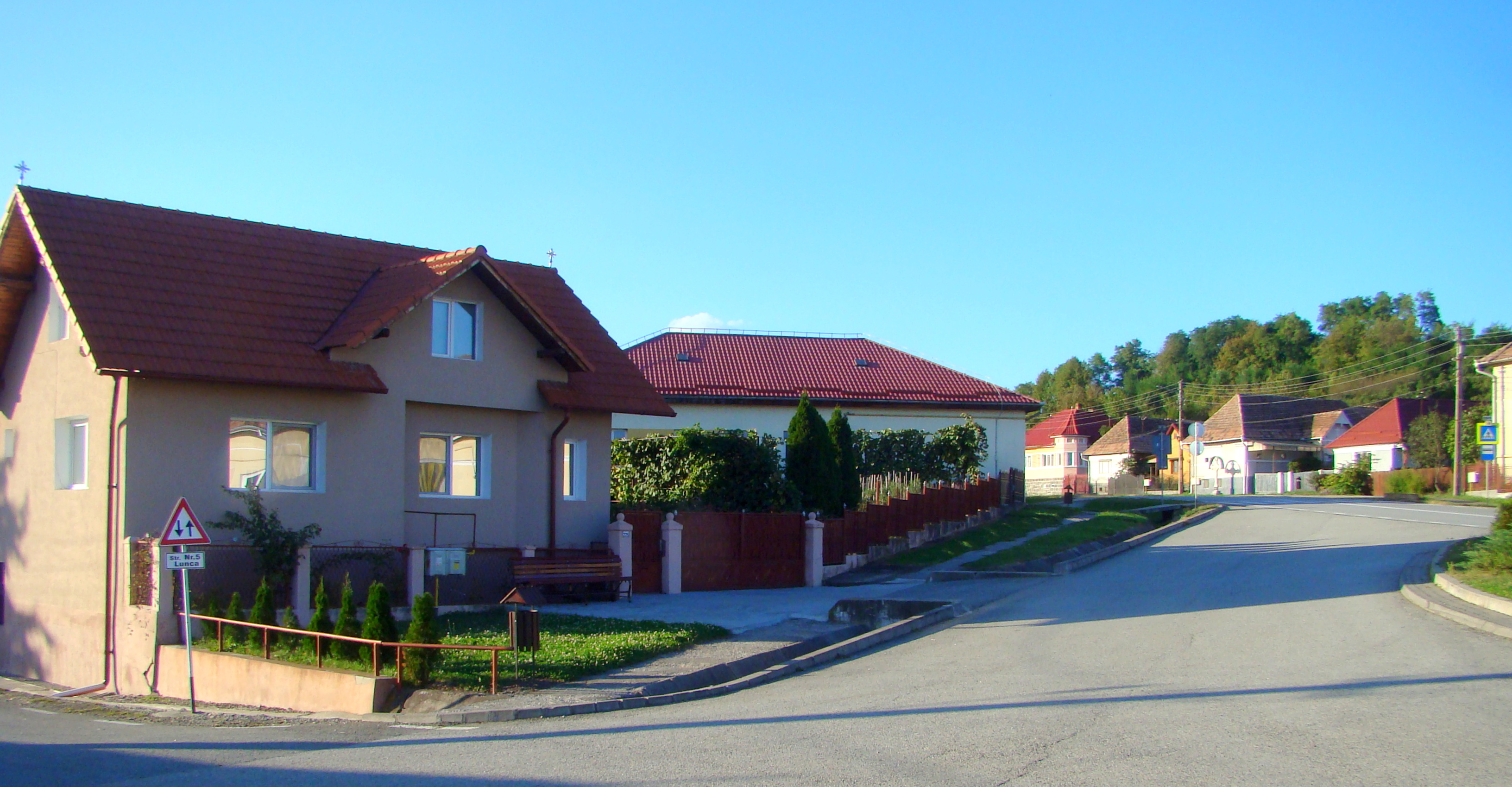
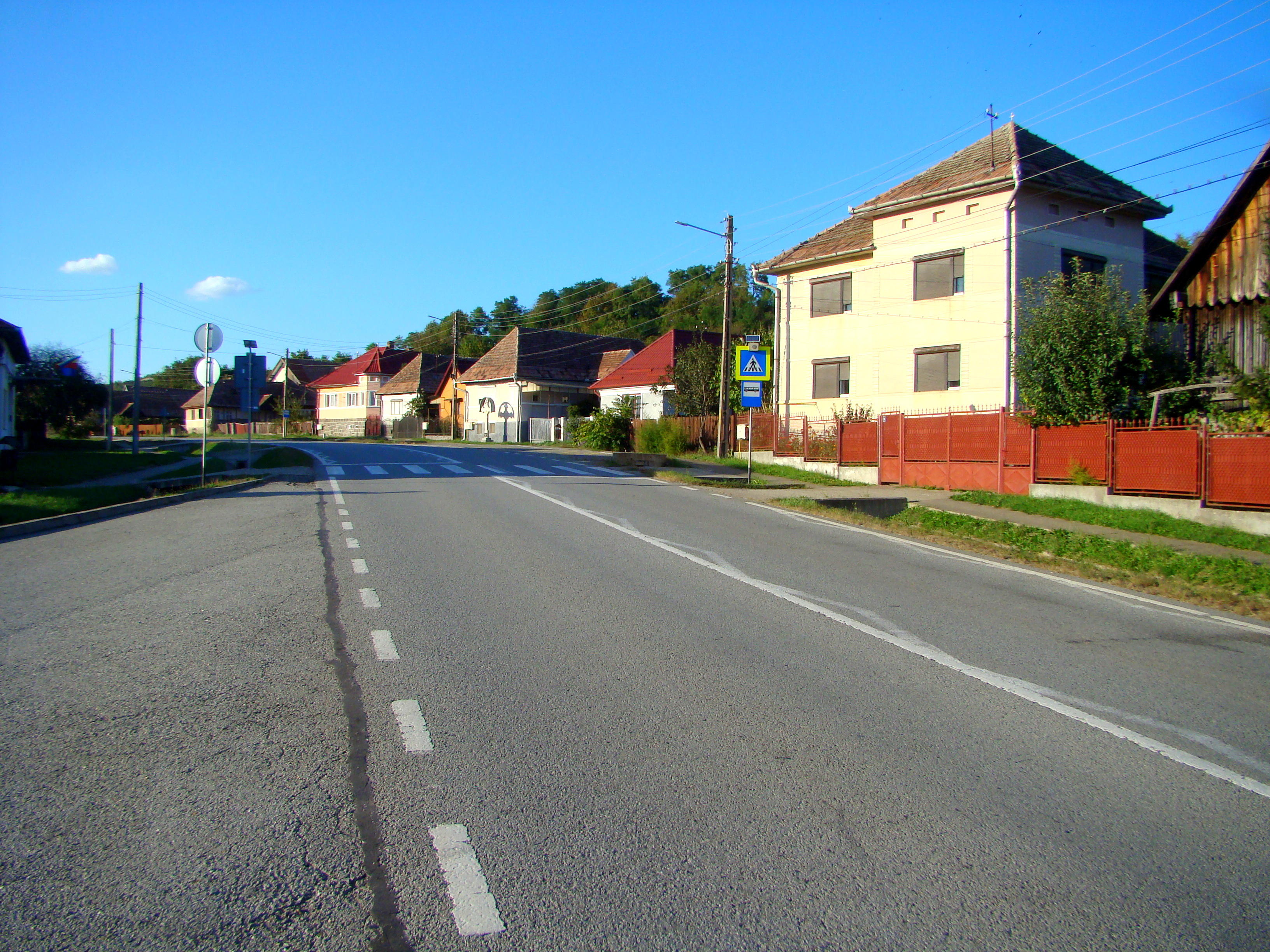
E 578 la Lunca
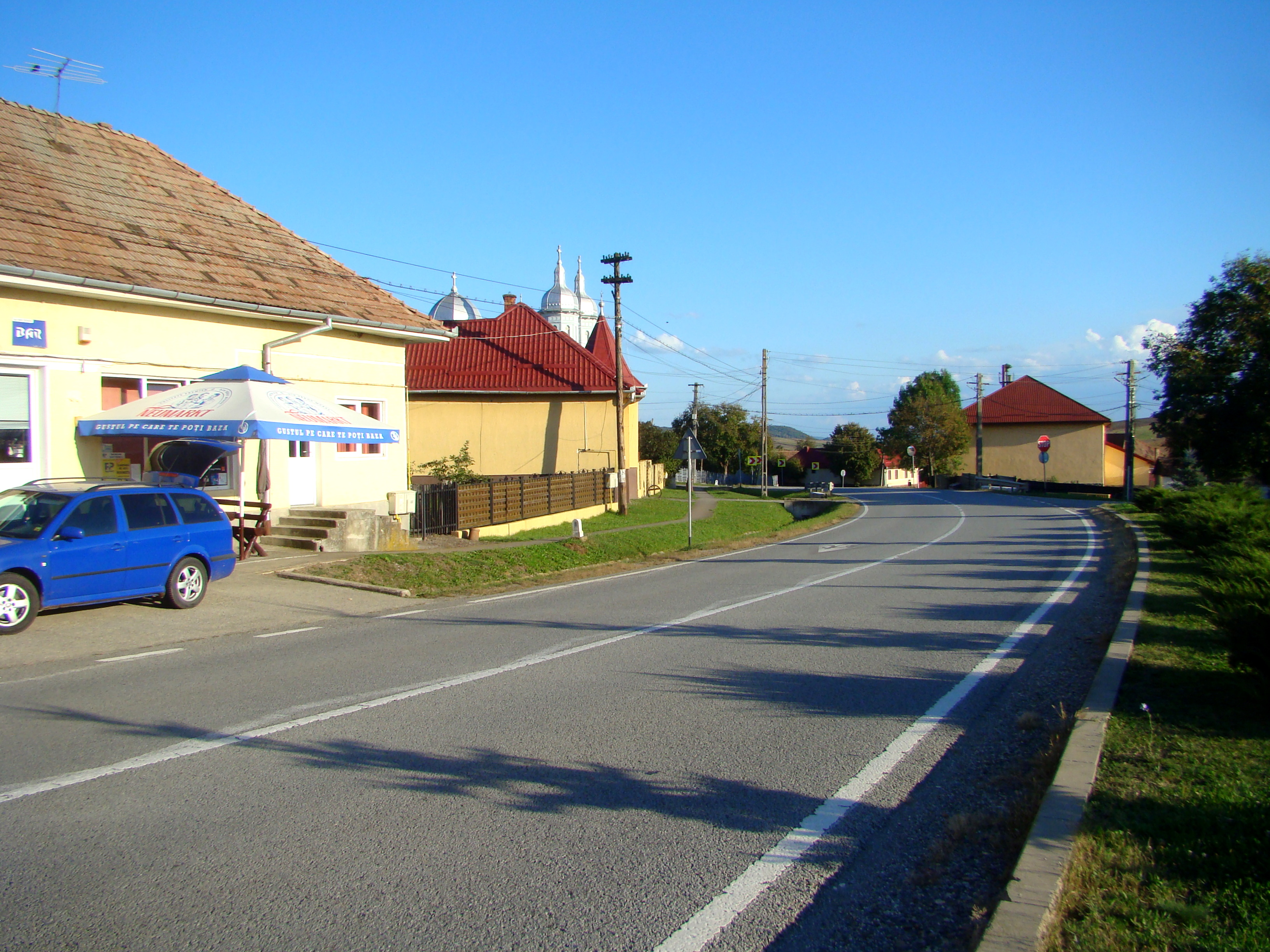
E 578 la Lunca
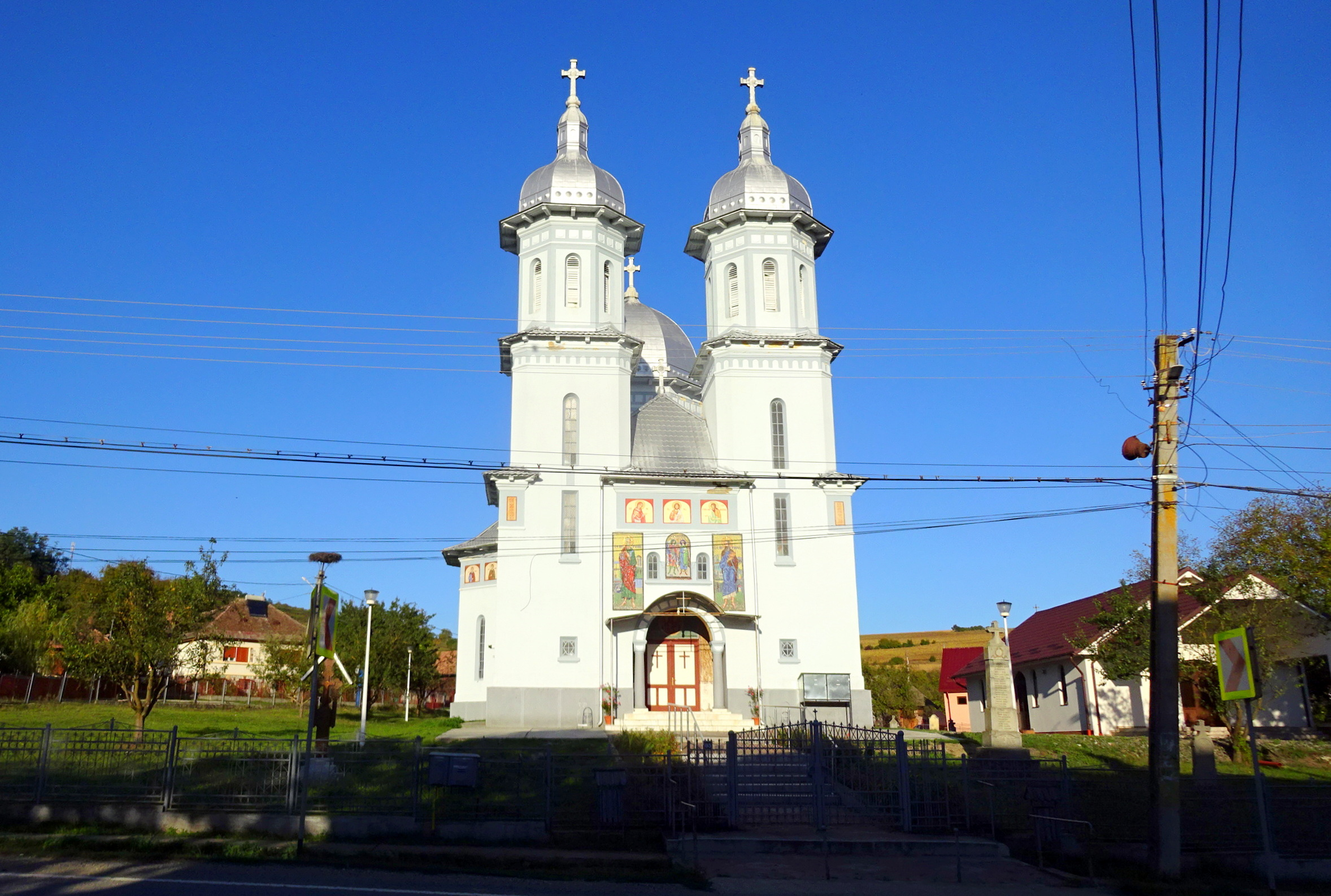
Biserica ortodoxă
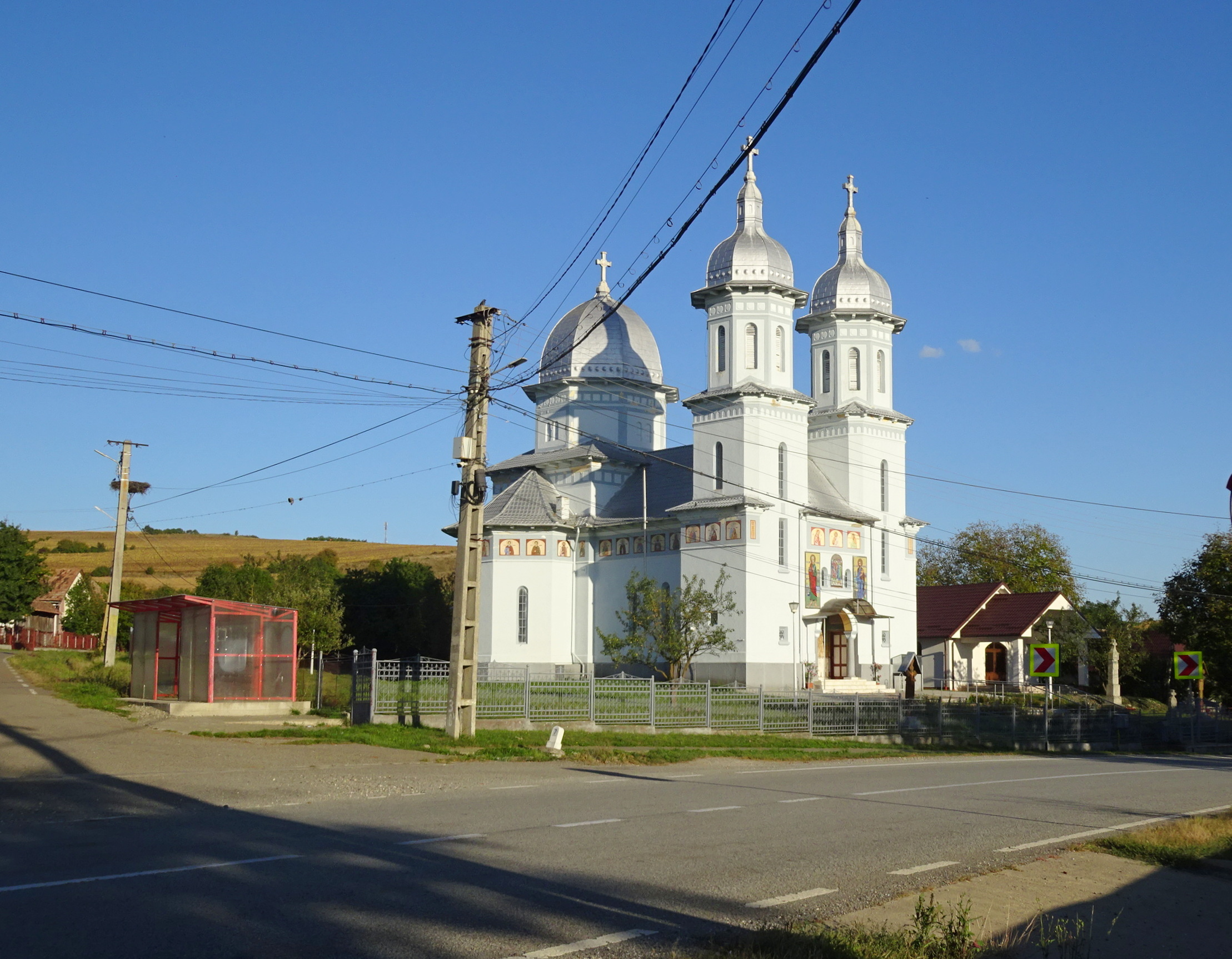
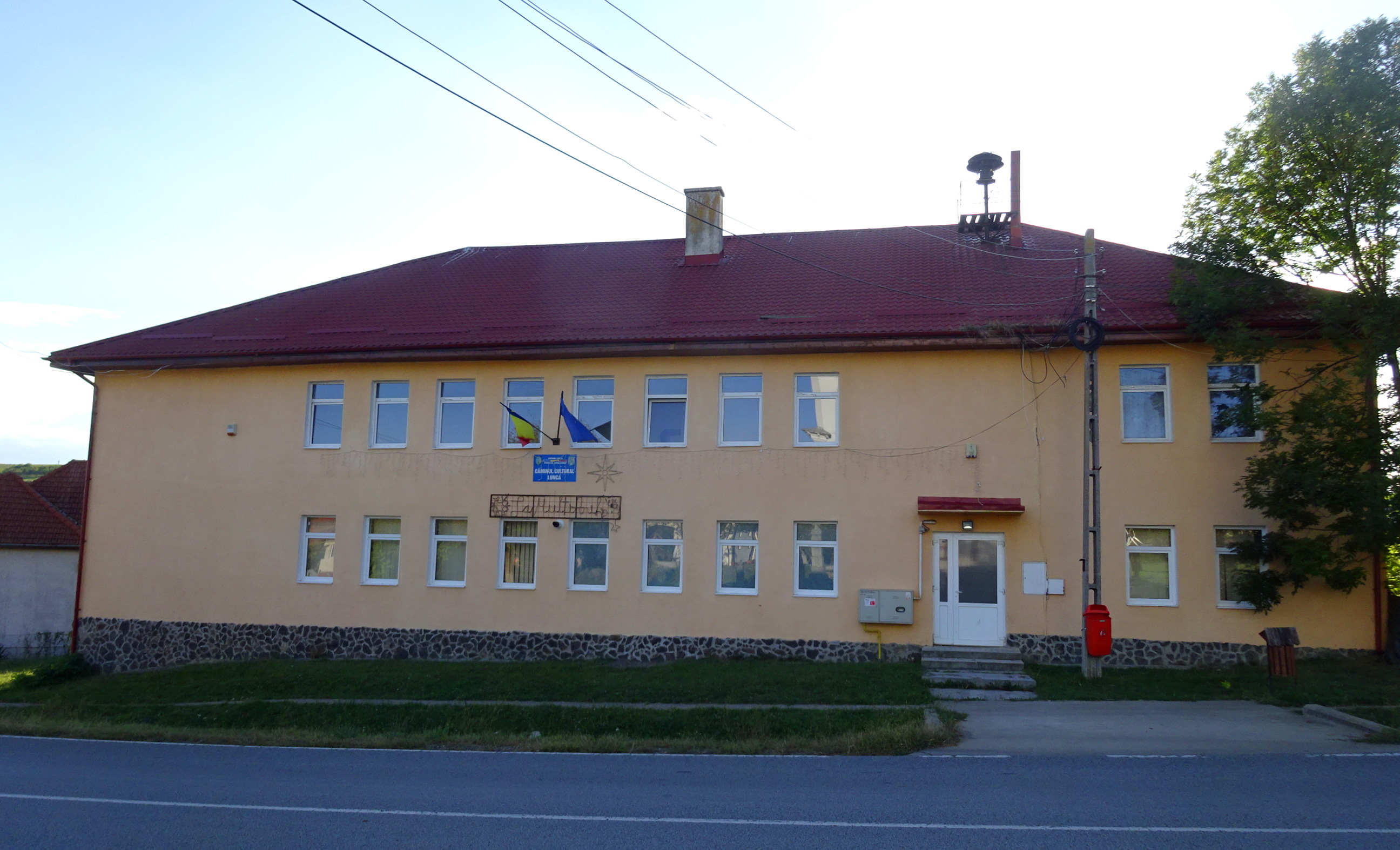
Căminul cultural
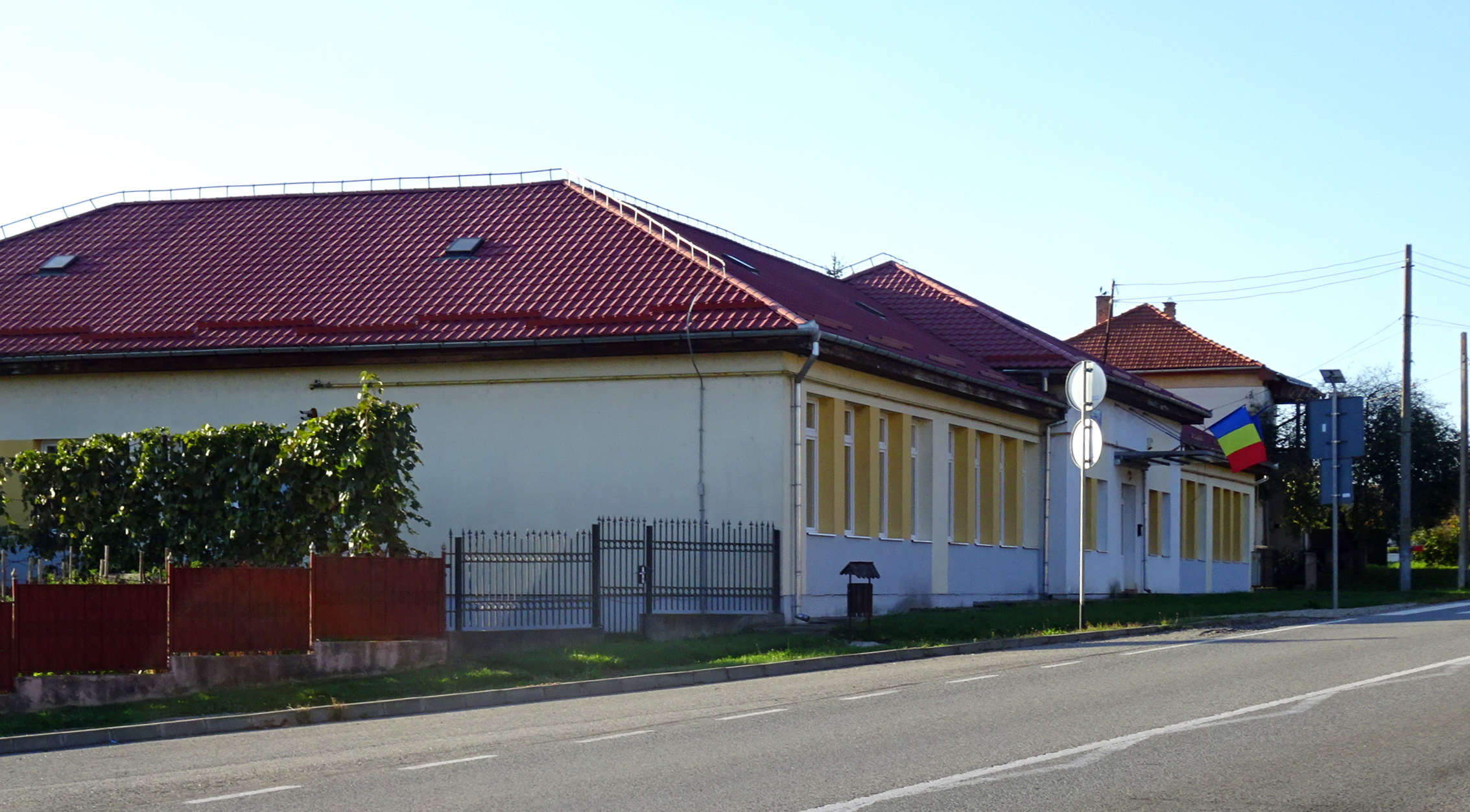
Școala gimnazială
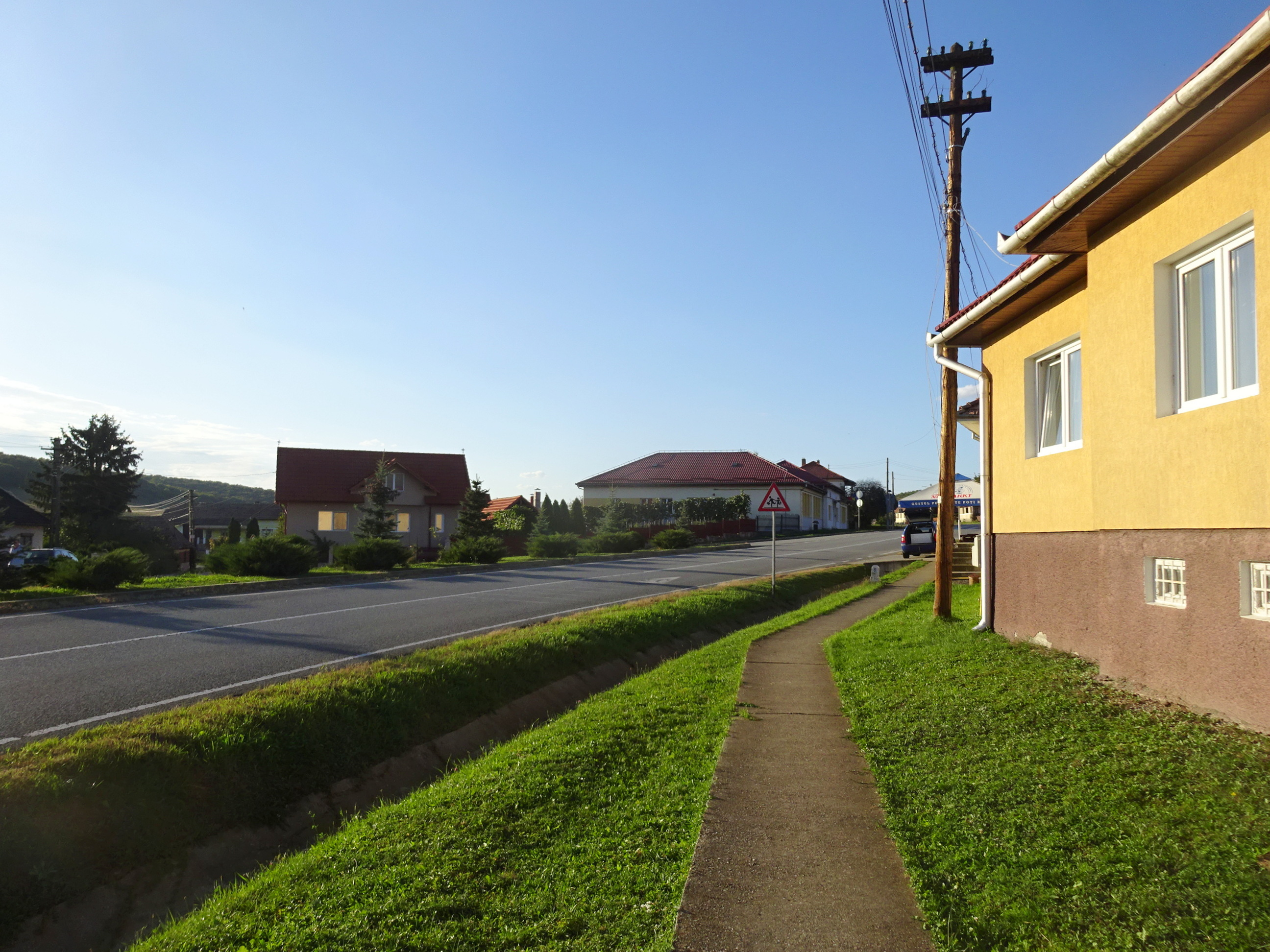